# Нижні Кібексі
Нижні Кібе́ксі (рос. Нижние Кибекси, чув. Анатри Кипекҫе) — присілок у складі Цівільського району Чувашії, Росія. Входить до складу Риндинського сільського поселення.
Населення — 245 осіб (2010; 227 у 2002).
Національний склад:
- чуваші — 95 %